# Айткалиев, Равиль Анзерович
Равиль Анзерович Айткалиев (род. 1956, Алма-Ата) — казахстанский писатель, пишущий на русском языке.
По образованию политолог, исследовал проблемы потенциальных этноконфликтов в Казахстане в Казахстанском институте стратегических исследований.
Выпускник мастер-класса фонда «Мусагет». Опубликовал сборник драматургии «Песня-81», роман «Там, где нас нет» (2007), печатал стихи и рассказы в казахстанских журналах «Аполлинарий» и «AMANAT». Составитель (совместно с Павлом Банниковым) и участник альманахов новейшей русской литературы Казахстана «Картель Бланшар» (2006), «Гран Фри» (2007) и «сорок.четыре» (2008).
По мнению казахстанского журналиста,

Равиль и рассказчик мягкий, деликатный. Он избегает резких выводов, заключений, надеясь, что в его умолчании читатель пойдет вместе с ним по пути доброты и понимания.